# Yoloxóchitl Bustamante Díez
Yoloxóchitl Bustamante Díez es una ingeniera bioquímica y profesora mexicana. Fue la primera mujer que se desempeñó como directora general del Instituto Politécnico Nacional en México.

## Biografía
Estudió la carrera de ingeniería en bioquímica y el doctorado en ciencias con especialidad en bioquímica en la Escuela Nacional de Ciencias Biológicas. Fue profesora en el área de Bioquímica, Fisicoquímica e Inmunología en la Escuela Nacional de Ciencias Biológicas, tanto a nivel superior como en postgrado.
Ocupó el cargo de Subsecretaria de Educación Media Superior en la Secretaría de Educación Pública durante febrero de 2005 a diciembre de 2006.
El 13 de diciembre de 2012, tomó protesta como directora general del Instituto Politécnico Nacional (IPN), ratificada por el presidente de México Enrique Peña Nieto.
El 3 de octubre de 2014 se hizo pública la renuncia, la cual fue aceptada por el representante del ejecutivo nacional, esto, en medio de movilizaciones estudiantiles que mantenían paro de labores en las instalaciones del IPN.
A partir del 26 de septiembre de 2018 es secretaria de Educación de Guanajuato, designada por el gobernador Diego Sinhué Rodríguez Vallejo.
A partir del 17 de mayo del 2021 toma el puesto de encargada del despacho de rectoría de la Universidad Tecnológica de León (UTL)